# Headswim
Headswim foi uma banda de rock formada em Essex, Inglaterra em 1992 pelo ex-vocalista e guitarrista da banda Blinder Dan Glendining e seu irmão, o baterista Tom Glendining. O baixista Clovis Taylor e o tecladista Nick Watts completaram a formação. 

## Carreira
A banda assinou com a Sony Music em 1994, lançado o álbum de estréia Flood no mesmo ano. O segundo disco Despite Yourself foi lançado em 1997, tendo como primeiro single a faixa "Tourniquet", que atingiu o Top 30 no Reino Unido.
A banda se dividiu em 2001, antes do lançamento de seu terceiro álbum de estúdio, previsto para se chamar Dusty Road. Após o término, Dan e Tom formaram a banda Blackcar.
Em março de 2024, um lançamento comemorativo de 30 anos da banda, intitulado Flood Live, foi lançado em disco de vinil.

## Discografia

### Álbuns
- 1994: Flood
- 1998: Despite Yourself UK # 24
- 2024: Flood Live

### Singles
- 1995: "Crawl" UK #34
- 1998: "Tourniquet" UK #30
- 1998: "Better Made" UK #42
- 2000: "Dusty Road"